# Höhenrettung

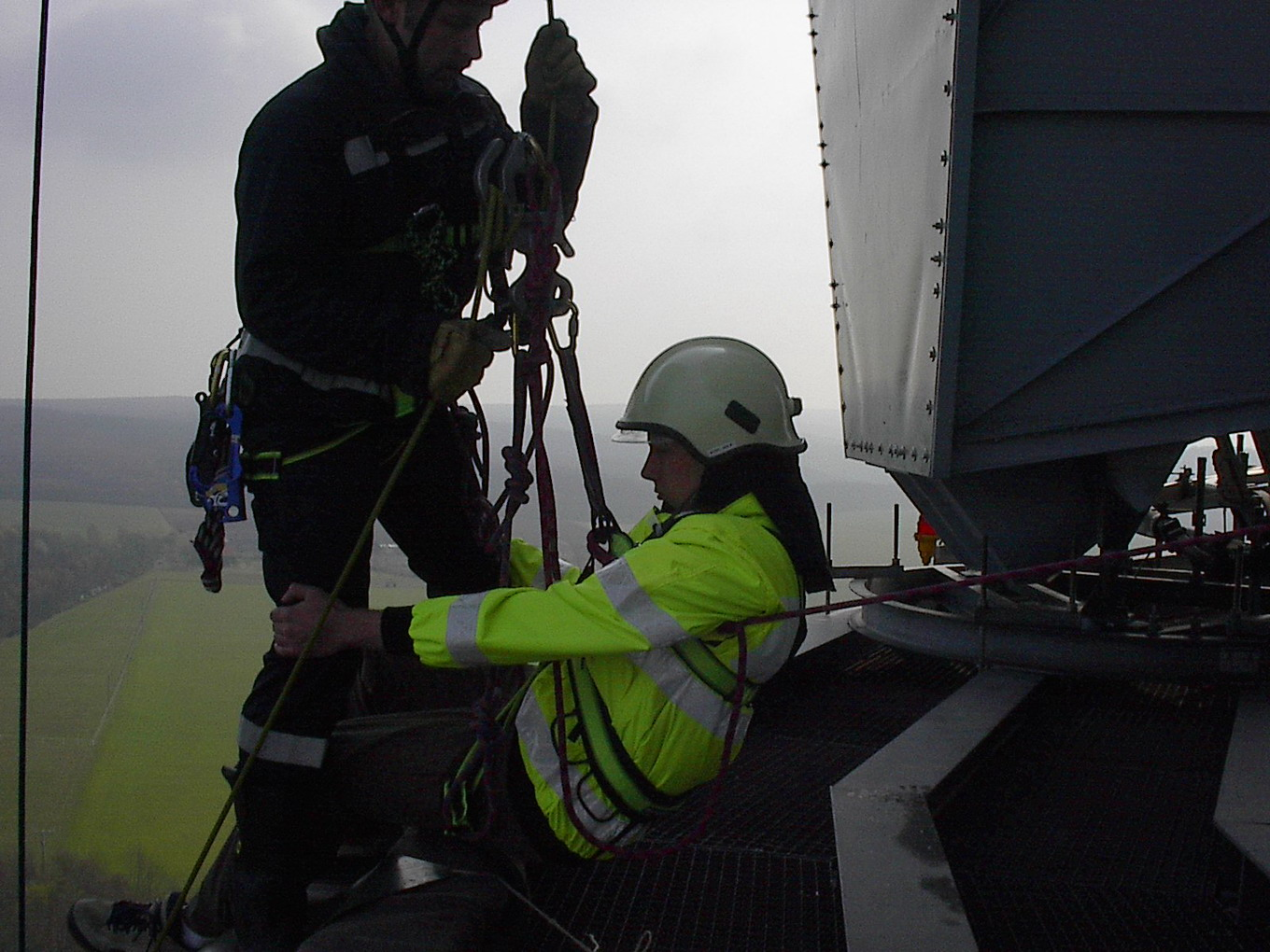
Höhenrettungsübung

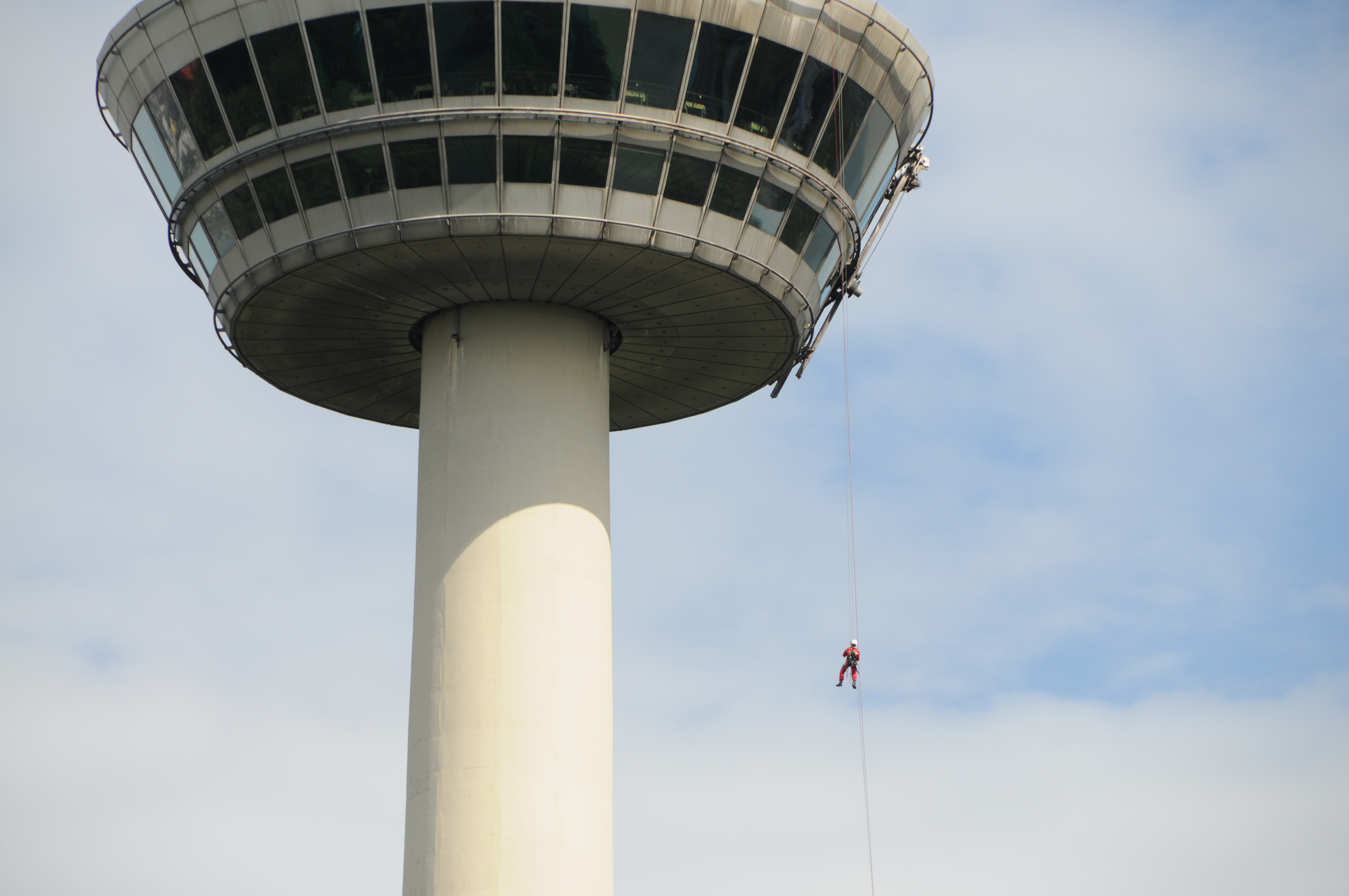
Höhenrettungsübung am Fernmeldeturm Mannheim

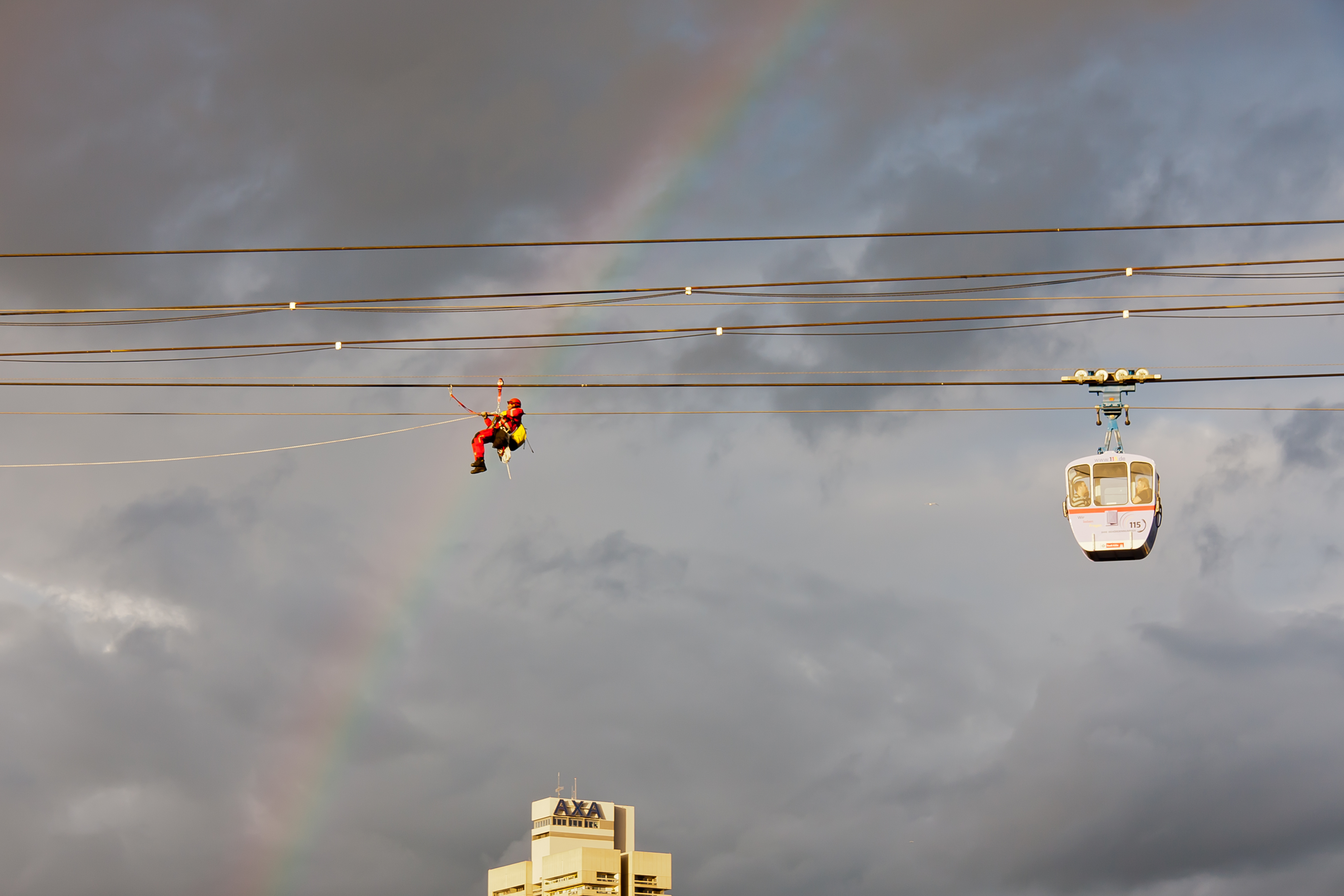
Höhenrettungsübung an der Kölner Seilbahn: Ein Höhenretter der Feuerwehr Köln zieht sich selber zu einer Gondel hinüber

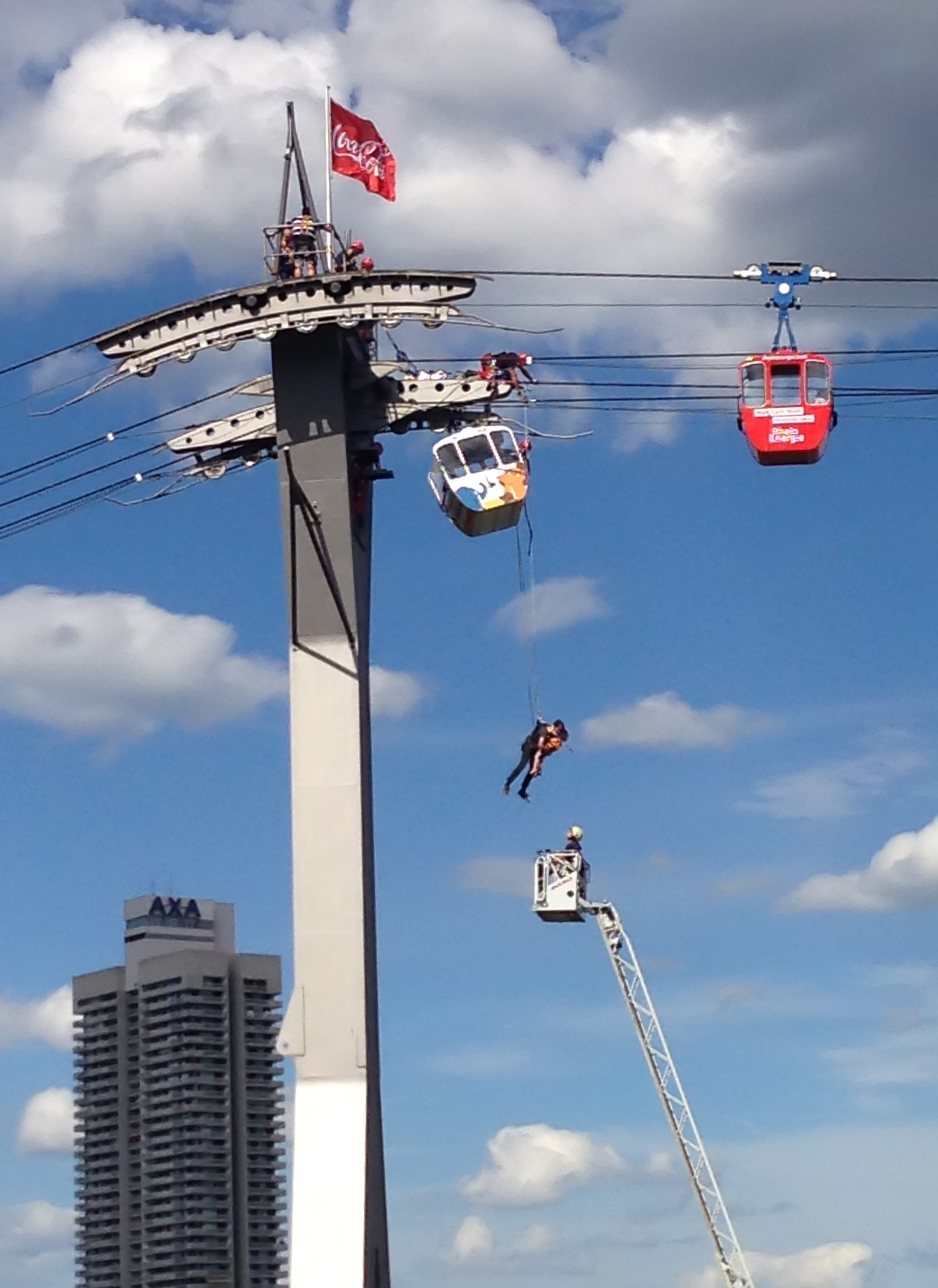
Rettung von Fahrgästen aus einer havarierten Gondel der Kölner Seilbahn durch Höhenretter

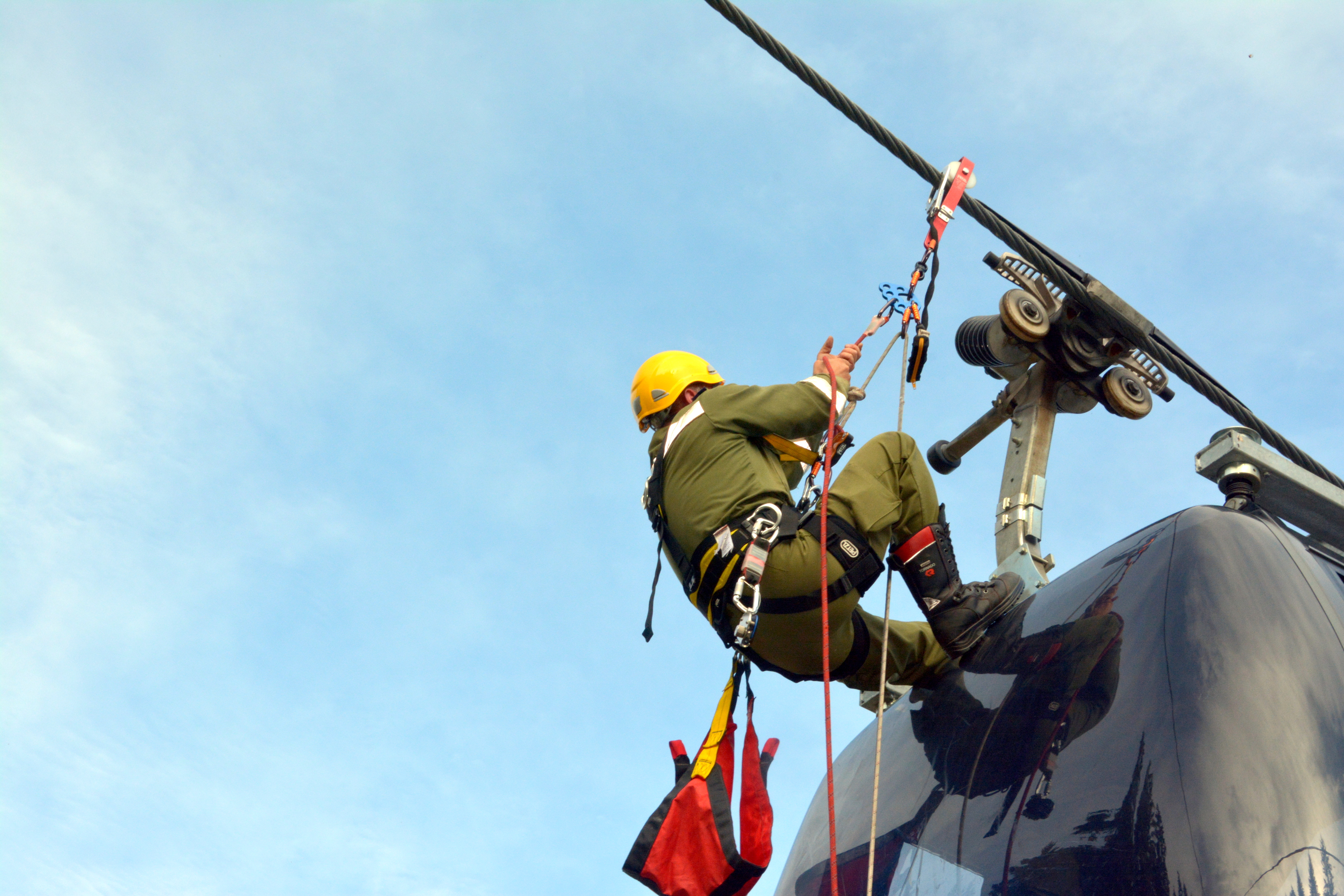
Rettungsübung einer oberösterreichischen Feuerwehr am Sternsteinlift im Mühlviertel

Als Höhenrettung (in Deutschland auch „Spezielle Rettung aus Höhen und Tiefen (SRHT)“; je nach Einsatz auch Tiefenrettung genannt) bezeichnet man das Aufsuchen, die rettungsdienstliche bzw. notärztliche Versorgung und die Evakuierung von Menschen aus Notlagen in Höhen oder Tiefen. Die Methoden sind eng mit dem Bergrettungsdienst und dem medizinischen Rettungsdienst verwandt. Sie werden von Feuerwehr und Betreibern von hohen Objekten (Strommasten / Energieversorger und Antennenanlagen / Mobilfunkbetreiber) sowie in Deutschland seit 2001 auch von THW, Arbeiter-Samariter-Bund, Deutsche Lebens-Rettungs-Gesellschaft, Johanniter-Unfall-Hilfe und Malteser Hilfsdienst vorgenommen. Auch alle Einsatzkräfte der Bergwacht-Landesverbände sind in der Höhenrettung ausgebildet. Des Weiteren werden die Grubenwehren über die Leitlinie des Deutschen Ausschusses für das Grubenrettungswesen für die Auf- und Abseiltechnik, Stand Juli 2013 zu Höhenrettern qualifiziert.

## Begriff
Der Begriff „Höhenrettung“ wird von verschiedenen Disziplinen (Rettungsorganisationen, Alpinisten, Höhlenforschern, Industriekletterer, Feuerwehren) zum Teil unterschiedlich verwendet. Gegenstand dieses Artikels ist nur die Höhenrettung im Sinne der bundeseinheitlichen Definition in Deutschland der nichtpolizeilichen Gefahrenabwehr der AGBF aus 2001 „Spezielle Rettung aus Höhen und Tiefen (SRHT)“.
Die Arbeiten werden stets im Seil verrichtet und zeichnen sich u. a. durch stets mehrfache (redundante) Auslegung von Sicherungs- und Rettungssystemen aus.
Typische Einsätze für Höhenretter sind Herzinfarkte oder Schlaganfälle von Kranführern, Suizidversuche, Rettungseinsätze an Hochhäusern oder Kletterunfälle, Personen in Schächten oder Silos und Personen, die in große Tiefe abgestürzt sind, sowie Personenunfälle bei Antennenarbeiten auf Türmen und anderen erhöhten Standorten.
Vermehrt kommen Transporte von adipösen Patienten hinzu, welche mit den gängigen Transportmitteln nicht bewegt werden können.

## Geschichte
Anfänge der Höhenrettungstechniken wurden in den 1970er und 1980er Jahren von Alpinisten und Speläologen in Frankreich, Belgien und Großbritannien entwickelt. Pioniere waren beispielsweise die Gebrüder Petzl und George Marbach. Ein Meilenstein war die von W. Morlock 1978 in Westdeutschland eingeführte Einseiltechnik. Trotzdem blieb die Höhenrettungstechnik lange eine Domäne der Höhlenrettung.
In der DDR wurde 1982 bei der Berufsfeuerwehr Berlin der „Spezielle Rettungsdienst (SRD)“ gegründet, der Methoden der Bergrettung einsetzte. Im Jahr 1986 wurde er in der gesamten DDR eingeführt, später in Höhenrettungsdienst (HRD) umbenannt.
In Frankreich ist der Höhenrettungsdienst seit etwa 1985 der Feuerwehr angegliedert.
Im Jahr 1993 erfolgte die Gründung der ersten westdeutschen Höhenrettungsgruppe bei der Feuerwehr Frankfurt am Main.

## Ausbildung
Ein Höhenretter bei der Feuerwehr oder im Rettungsdienst muss zusätzlich zur Feuerwehrausbildung bzw. zu seiner Ausbildung zum Rettungssanitäter eine 80-stündige Grundausbildung absolvieren sowie jährlich mindestens 72 Fortbildungs- und Übungsstunden leisten. Einige Höhenrettungsgruppen knüpfen an die Erfüllung dieser Vorgabe unmittelbar den Verbleib im Höhenrettungsdienst. Generell wird die Ausbildung nach der Empfehlung der AGBF für Spezielle Rettung aus Höhen und Tiefen durchgeführt, die insbesondere Materialkunde, Knotenkunde, Rettungstaktiken festlegt.

## Material
Bei der Höhenrettung kommen im Gegensatz zur Sportkletterei vornehmlich Materialien für seilunterstützte Zugangstechniken aus dem Bereich des Industriekletterns zum Einsatz, die höheren Qualitätsstandards genügen.
Das Handwerkszeug einer Höhenrettungsgruppe besteht neben der erweiterten persönlichen Schutzausrüstung wie speziellen Kletterhandschuhen, Helmen, Auffanggurten aus Statikseilen zur Lastaufnahme, Dynamikseilen zur Sicherung, Karabinern, diversen Seilbremsen und Abfahrgeräten wie Abseilachter, Radeberger Haken, Industrial Descender oder DSD, Befestigungsmaterialien wie Bandschlingen, Seilschutzkomponenten, Handsteigklemmen, sowie Schleifkorbtragen oder Rettungsgurten zur Patientenaufnahme.
Bei Karabinern wird aus Sicherheitsgründen meist Stahl statt Aluminium verwendet. Es gibt Abseilrettungsgeräte (EN 341:2011), die es einem einzelnen Retter (z. B. Kollegen) ermöglichen, abgestürzte Personen schnellstmöglich zu retten.
Diese Rettungsgeräte werden u. a. in dem Absturzsicherungs- und Rettungskonzept (ASiR-Konzept) der Telekom benutzt.
Heute findet man auf vielen Windkraftanlagen diese Geräte, zur Sicherstellung eines zweiten Fluchtwegs sowie zur Rettung abgestürzter Mitarbeiter. Diese Geräte werden auch zur Rettung aus Schächten, Kanälen, Silos, Tanks etc. eingesetzt. Rettungsübungen (Einweisung / Unterweisung) werden vom Hersteller dieser Rettungsgeräte angeboten.
Als Medizinisches Handwerkszeug werden die üblichen rettungsdienstlichen Geräte eingesetzt, absolutes Mindestmaß ist ein Notfallset für Grundlagen in Traumaversorgung, Kreislaufstabilisierung und Airway-Management. Die kontinuierliche Überwachung erfolgt aus Platzgründen meist nicht wie üblich mit einem Mehrkanal-EKG, sondern mit einem viel kleineren Pulsoxymeter.
- Persönliche Absturzschutzausrüstungen zum Retten aus Höhen und Tiefen
- Befestigungssysteme
- Rettungssysteme nach EN 363
- Rettungsgurte nach EN 1497
- Rettungsschlaufen nach EN 1498
- Rettungshubgeräte nach EN 1496 und EN 341

## Taktische Grundvarianten (nach AGBF)
- passives Abseilen (Ablassen) im Einfachseil und Sicherungsseil
- aktives Abseilen im Doppel- oder Einfachseil
- Retten aus der Tiefe mit Flaschenzug im Einfachseil
- gesichertes Aufsteigen oder Quersteigen (Vorstieg)
- Retten einer Person aus dem Seil (Pickup)
- Seilbahn zwischen zwei Punkten (Schrägseil)

## Entwicklung und Forschung
Es gab im Umfeld der Höhenrettung in Europa Studien, die sich wissenschaftlich mit diesem Thema auseinandersetzen.

### EUSR
EUSR (European Union of Special Rescue) ist ein durch die EU gefördertes Projekt, das sich mit dem Vergleich und der weitgehenden Harmonisierung der Technik und Verfahren in der europäischen Höhenrettung beschäftigt hat. Mitglieder des Projektes waren zahlreiche Gefahrenabwehrbehörden. Ergebnis sind unter anderem sechs Grundvarianten (s. o.), die in die für Deutschland maßgebliche SRHT Richtlinie der AGBF eingeflossen sind.
Das Nachfolgeprojekt EUSR2 beschäftige sich mit der Harmonisierung, Standardisierung und Qualitätssicherung der Ausbilder europäischer Höhenretter. Das Ergebnis hier ist eine allgemein gültige Lernsoftware, die in fünf Sprachen die Aus- und Weiterbildung zum Höhenretter flankieren und Präsenzphasen in der Ausbildung optimieren.

### EUmedSR
Im Rahmen des Projektes EUmedSR (Epidemiologische Untersuchung medizinischer Notfälle, die zum Einsatz von Höhenrettungsgruppen geführt haben) wurden Höhenrettungsgruppen, die in Deutschland zur Heranziehung durch öffentlich-rechtliche Leitstellen zur Verfügung stehen, zur Struktur und medizinischen Einsatzdaten befragt.